# (200341) 2000 HU93
(200341) 2000 HU93 es un asteroide perteneciente al cinturón de asteroides descubierto el 29 de abril de 2000 por el equipo del Lincoln Near-Earth Asteroid Research desde el Laboratorio Lincoln, Socorro, Nuevo México, Estados Unidos.

## Designación y nombre
Designado provisionalmente como 2000 HU93.

## Características orbitales
2000 HU93 está situado a una distancia media del Sol de 2,215 ua, pudiendo alejarse hasta 2,296 ua y acercarse hasta 2,133 ua. Su excentricidad es 0,036 y la inclinación orbital 8,031 grados. Emplea 1204,17 días en completar una órbita alrededor del Sol.

## Características físicas
La magnitud absoluta de 2000 HU93 es 16,9. 